# سي-141 ستارليفتر
سي-141 ستارليفتر (بالإنجليزية: C-141 Starlifter)‏ طائرة نقل عسكري استراتيجي أمريكية من صنع شركة لوكهيد حلقت لأول مرة عام 1963 ودخلت الخدمة في 1965، بقيت في الخدمة في الجيش الأمريكي حتى عام 2006 حيث حلت محلها طائرة سي-17، يبلغ وزن الإقلاع الاقصى لطائرة سي-141 حوالي 147,000 كيلو جرام.